# Johann Friedrich Gmelin

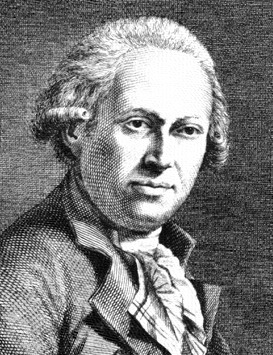
Johann Friedrich Gmelin

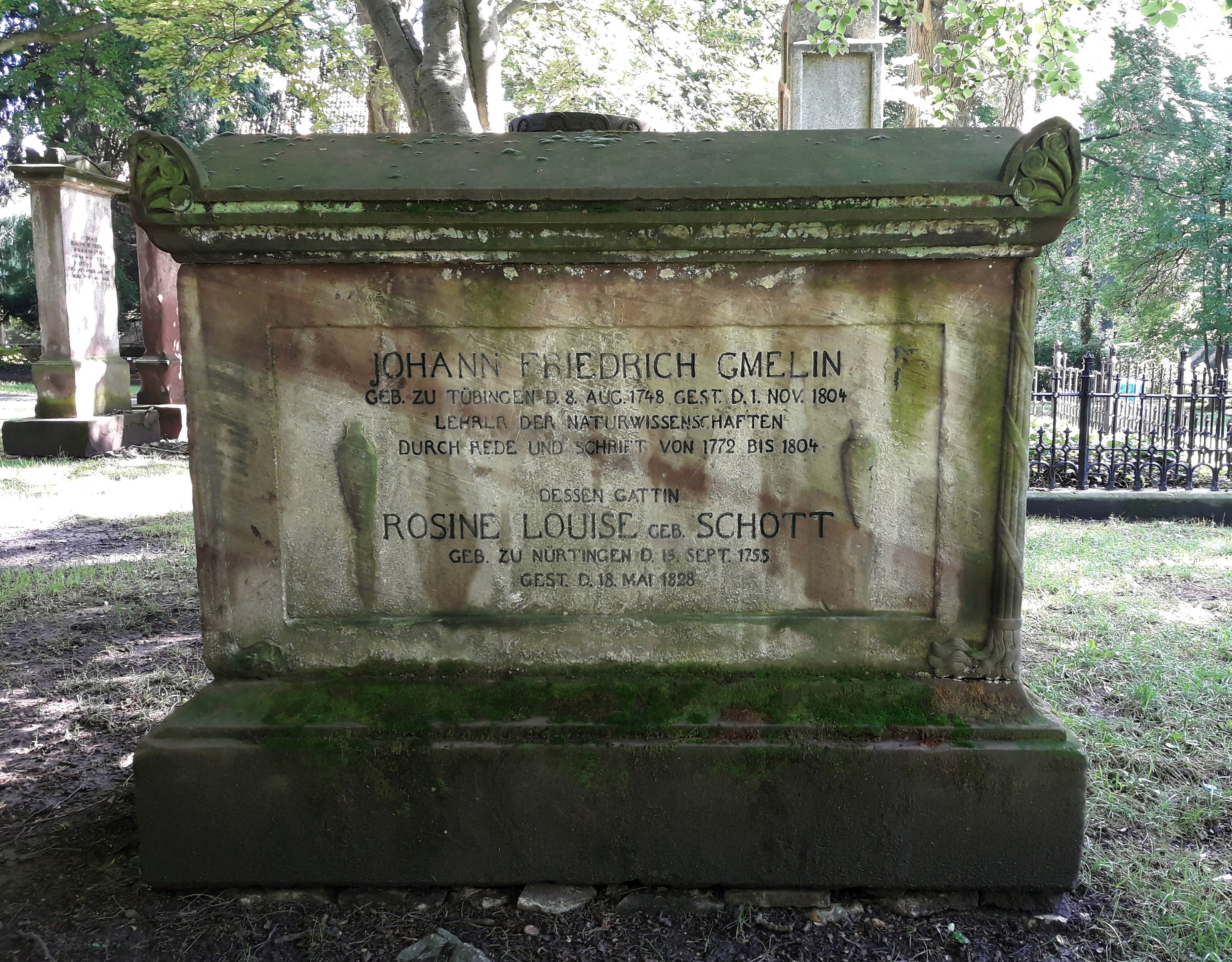
Grab von Johann Friedrich Gmelin und seiner Gattin auf dem Albani-Friedhof (Cheltenhampark) in Göttingen

Johann Friedrich Gmelin (* 8. August 1748 in Tübingen; † 1. November 1804 in Göttingen) war ein deutscher Mediziner und Naturwissenschaftler. Sein offizielles botanisches Autorenkürzel lautet „J.F.Gmel.“.

## Leben
Der älteste Sohn Philipp Friedrich Gmelins und Vater des Chemikers Leopold Gmelin studierte in Tübingen Medizin und promovierte 1769 zum Doktor der Medizin. Eine Studienreise führte ihn durch Holland, England und Österreich. Für kurze Zeit arbeitete er als außerordentlicher Professor der Medizin in Tübingen, bevor er 1773 einem Ruf als Professor für Philosophie und außerordentlicher Professor für Medizin nach Göttingen folgte. Im Jahr 1774 wurde er zum Mitglied der Leopoldina gewählt. 1778 rückte er zum ordentlichen Medizinprofessor auf und erhielt zusätzlich die Professur für Chemie, Botanik und Mineralogie. Im selben Jahr wurde er zum ordentlichen Mitglied der Göttinger Akademie der Wissenschaften gewählt. Im Jahr 1783 richtete Gmelin in seinem Wohnhaus in der Hospitalstraße eines der ersten „öffentlichen“ Labore ein, in dem Friedrich Stromeyer 1805 erstmals ein chemisches Praktikum für Studenten einführte. 
Gmelin wirkte hauptsächlich als Autor von Lehrbüchern über Chemie, Pharmazie, Mineralogie und Botanik. Ab 1788 veröffentlichte er eine erweiterte Ausgabe von Carl von Linnés Systema Naturae, die er als 13. Ausgabe bezeichnete. Aus forstlicher Sicht bedeutsam ist seine Abhandlung von der Wurmtrocknis (1787), eine sorgfältige Darstellung der „großen Wurmtrocknis“. Diese durch eine Borkenkäfer-Gradation verursachte Kalamität hatte den gesamten Oberharz in der ersten Hälfte des 18. Jahrhunderts in eine Blöße verwandelt.  Zu seinen Studenten gehörten Carl Friedrich Kielmeyer, Friedrich Stromeyer und Wilhelm August Lampadius. 1794 wurde er Ehrenmitglied der Russischen Akademie der Wissenschaften in Sankt Petersburg.
Johann Friedrich Gmelin liegt auf dem Albani-Friedhof (Cheltenhampark) in Göttingen begraben.

## Ehrungen
Die strauchförmig wachsende Wermut-Art Artemisia gmelinii wurde zu Ehren von Johann Friedrich Gmelin benannt.

## Schriften (Auswahl)
- Allgemeine Geschichte der Gifte, 2 Bände, 1776/77 Digitalisierte Ausgabe der Universitäts- und Landesbibliothek Düsseldorf
- Allgemeine Geschichte der Pflanzengifte. Bei Gabriel Nicolaus Raspe, Nürnberg 1777 (online) - (Ein Nachdruck der 2. Auflage von 1803 wurde verlegt bei Dr. Martin Sändig oHG, Walluf bei Wiesbaden 1974, ISBN 3-500-26320-8)
- Allgemeine Geschichte der mineralischen Gifte. Nürnberg : Raspe, 1777. Digitalisierte Ausgabe der Universitäts- und Landesbibliothek Düsseldorf
- Des Ritters Carl von Linné vollständiges Natursystem des Mineralreichs, nach der zwölften Lateinischen Ausgabe. In einer freyen und vermehrten Übersetzung von J. F. Gmelin. 4 Teile, Gabriel Nicolaus Raspe, Nürnberg 1777–1779, Online.
- Johann Friedrich Gmelins ... Einleitung in die Chemie zum Gebrauch auf Universitäten. - Nürnberg : Raspe, 1780. Digitalisierte Ausgabe der Universitäts- und Landesbibliothek Düsseldorf
  - Einleitung in die Pharmacie. - Nürnberg : Raspe, 1781. Digitalisierte Ausgabe der Universitäts- und Landesbibliothek Düsseldorf
- Beyträge zur Geschichte des teutschen Bergbaus, 1783
- Ueber die neuere Entdeckungen in der Lehre von der Luft, und deren Anwendung auf Arzneikunst, 1784
- Grundsätze der technischen Chemie, 1786
- Abhandlung von der Wurmtrocknis, 1787
- Caroli a Linné systema naturae per regna tria naturae, secundum classes, ordines, genera, species, cum characteribus, differentiis, synonymis, locis ... Editio decima tertia, aucta, reformata. Georg Emanuel Beer, Leipzig 1788–1793.
  - Band 1: Regnum Animale:
    - Teil 1: Mammalia. S. [x.] 1–232, 1788, Online.
    - Teil 2: Aves. S. 233–1032. [1789], Online
    - Teil 3: Amphibia und Pisces. S. 1033–1516, [1789], Online
    - Teil 4: Insecta. S. 1517–2224, [1790], Online
    - Teil 5: Insecta. S. 2225–3020, [1790], Online
    - Teil 6: Vermes. S. 3021–3910, [1791], Online
    - Teil 7: Index. S. 3911–4120. [1792], Online

  - Band 2: Regnum Vegetabile:
    - Teil 1: Regnum Vegetabile. S. 1–884, 1791, Online
    - Teil 2: Regnum Vegetabile. S. 885–1661, [1792], Online

  - Band 3: Regnum Lapideum. S. 1–476, 3 Tafeln, 1793, Online
- Grundriß der Mineralogie, 1790
- Grundriß der Pharmazie, 1792
- Apparatus Medicaminum tam simplicium quam praeparatorum et compositorum in Praxeos Adiumentum consideratus. Ps. 2, T. 1 - Ps. 2, T. 2. Goettingae : Dieterich, 1795 - 1796. Digitalisierte Ausgabe der Universitäts- und Landesbibliothek Düsseldorf
- Geschichte der Chemie, 1799
- Allgemeine Geschichte der thierischen und mineralischen Gifte, 1806